# دین بریل
دین بریل (انگلیسی: Dean Brill؛ زادهٔ ۲ دسامبر ۱۹۸۵) بازیکن فوتبال اهل بریتانیا است.
از باشگاه‌هایی که در آن بازی کرده‌است می‌توان به باشگاه فوتبال اینورنس کالدنیون تیسل، باشگاه فوتبال اولدهام اتلتیک، باشگاه فوتبال لوتون تاون، باشگاه فوتبال گیلینگام، و باشگاه فوتبال بارنت اشاره کرد.
او دروازه بانی کامل و بی نظیر بود